# مايك كوفمان (موسيقي)
مايك كوفمان (بالإنجليزية: Mike Kaufmann)‏ هو موسيقي أمريكي، ولد في 19 أبريل 1966 في أوكلاند في الولايات المتحدة.